# Такаяма Тадао
Такаяма Тадао (яп. 高山 忠雄, нар. 24 червня 1904, Токіо — пом. 1 липня 1980) — японський футболіст, що грав на позиції нападника.

## Клубна кар'єра
Грав за команду Kobe Icchu Club.

## Виступи за збірну
У 1930 року дебютував в офіційних матчах у складі національної збірної Японії. У формі головної команди країни зіграв 2 матчі. Був учасником Far Eastern Championship Games 1930 року.

## Статистика
Статистика виступів у національній збірній.
| Збірна Японії | Збірна Японії | Збірна Японії |
| Роки          | Ігри          | голи          |
| ------------- | ------------- | ------------- |
| 1930          | 2             | 1             |
| Усього        | 2             | 1             |